# Dumfries and Galloway
Dumfries and Galloway (Dùn Phris agus Gall-Ghaidhealaibh in het Schots-Gaelisch) is een van de raadsgebieden (council areas) van Schotland. In het noorden grenst het aan South Ayrshire, East Ayrshire en South Lanarkshire; in het oosten aan Borders; en in het zuiden aan het graafschap van Cumbria in Engeland. Het ligt ten noorden van de Solway Firth en ten oosten van de Ierse Zee.
Dumfries and Galloway omvat de historische graafschappen Wigtownshire (in het westen), Kirkcudbrightshire (centrum) en Dumfriesshire (in het oosten).

## Diversen
Whithorn is de plaats waar Schotland voor het eerst (aantoonbaar) in aanraking kwam met het christendom dankzij Sint Ninian in de vierde eeuw na Christus.
Het politiekorps van Dumfries and Galloway onderzocht van 21 december 1988 tot november 1991 de Lockerbie-aanslag.
Het gebied is het toneel van Dorothy L. Sayers' roman Five Red Herrings (1931). De cultfilm The Wicker Man is verfilmd vlak bij locaties in Dumfries and Galloway. De actrice Britt Ekland beschrijft het als de "the bleakest place on Earth".

## Plaatsen
| - Ae - Annan - Ardwell - Beattock - Caerlaverock - Cairnryan - Carsphairn - Castle Douglas - Creetown - Dalbeattie - Dalton - Drummore - Dumfries - Eastriggs |  | - Ecclefechan - Eskdalemuir - Gatehouse of Fleet - Glenluce - Gretna - Kirkcudbright - Langholm - Lochmaben - Lockerbie - Millhousebridge - Moffat - Moniaive - Mull of Galloway - New Abbey |  | - New Galloway - New Luce - Newton Stewart - Portpatrick - Ruthwell - Sandhead - Sanquhar - St. John's Town of Dalry - Stranraer - Thornhill - Wanlockhead - Whithorn - Wigtown |

## Bezienswaardigheden
- Barsalloch Fort, een versterkte hoeve uit de ijzertijd
- Caerlaverock Castle, een kasteel met een min of meer driehoekig grondplan
- Cairn Holy Chambered Cairns, neolithische graftombes
- Cardoness Castle, een vijftiende-eeuws kasteel
- Carsluith Castle
- Castle of Park
- Chapel Finian
- Corsewall Lighthouse
- Doon Castle Broch, een broch
- Druchtag Motte, een twaalfde-eeuwse motte
- Drumcoltran Tower, een zestiende-eeuwse woontoren
- Drumlanrig Castle
- Dundrennan Abbey
- Galloway Forest Park
- Gilnockie Tower
- Glenkiln Sculptures, een beeldenpark/beeldenroute bij Dumfries
- Glenluce Abbey
- Kirkmadrine Early Christian Stones, de oudste stenen stammen uit de vijfde eeuw
- Logan Botanic Garden, botanische tuin
- MacLellan's Castle, een zestiende-eeuws kasteel
- Martyrs' Stake (Wigtown), de plaats waar twee Convenanters zijn terechtgesteld.
- Mull of Galloway
- Nationaal natuurreservaat Caerlaverock
- New Abbey Corn Mill, een 18e-eeuwse korenmolen
- Rispain Camp, een versterkte nederzetting uit de ijzertijd
- Ruthwell Cross
- Sorbie Tower
- St Ninian's Chapel en St Ninian's Cave (Whithorn)
- Sweetheart Abbey (ook wel 'New Abbey')
- Torhouse Stone Circle
- Wanlockhead Beam Engine
- Whithorn Priory
- Wreaths Tower, de ruïne van een 16e-eeuwse woontoren
- WWT Caerlaverock

## Geboren
- John Ross (Kirkcolm, 1777-1856), marineofficier en ontdekkingsreiziger

Aberdeen · Aberdeenshire · Angus · Argyll and Bute · City of Edinburgh · Clackmannanshire · Dumfries and Galloway · Dundee City · East Ayrshire · East Dunbartonshire · East Lothian · East Renfrewshire · Falkirk · Fife · Glasgow City · Highland · Inverclyde · Midlothian · Moray · Na h-Eileanan Siar (Buiten-Hebriden) · North Ayrshire · North Lanarkshire · Orkney Islands · Perth and Kinross · Renfrewshire · Scottish Borders · Shetland Islands · South Ayrshire · South Lanarkshire · Stirling · West Dunbartonshire · West Lothian
Zie ook: lieutenancy areas, de vroegere regio's en graafschappen